# Vilém Rosegnal
Vilém Rosegnal (21. dubna 1915, Frýdek-Mistek – 4. dubna 1987, Praha) byl český fotograf a fotoreportér.

## Život
Vyučil se fotografem ve fotografickém ateliéru Beer. Před druhou světovou válkou pracoval v reklamním oddělení firmy Baťa. Spolu s Karlem Ludwigem a Zdeňkem Tmejem fotografoval pro filmovou společnost Lucernafilm. Po skončení druhé světové války byl fotografem ministerstva národní obrany. Své reportáže a fotografie začal publikovat v časopisu Svět v obrazech. Od roku 1948 pracoval jako fotograf filmového studia Barrandov.

## Dílo
Je autorem fotoreportáží z prostředí armády, světa filmu, hudby (Pražské jaro 1963) a cirkusu, fotografoval módu. Portrétoval přední československé herce, zpěváky (Karel Gott, Václav Neckář, Waldemar Matuška), tyto fotografie vycházely v letech 1957–1963 v nakladatelství Orbis jako propagační soubory pohlednic.